# Prezidenti AC Milán
Níže jsou prezidenti AC Milán italského fotbalového klubu.

## Chronologický seznam prezidentů
Níže je uveden seznam prezidentů od založení klubu a vítězství uvedených trofejích.